# Aleksej Kalc
Aleksej Kalc, slovenski zgodovinar in publicist, * 1. avgust 1957, Gropada, Trst.  

## Življenje in delo
Po končani osnovni in nižji srednji šoli je obiskoval licej Franceta Prešerena v Trstu in tam leta 1979 maturiral, ter nadaljeval s študijem zgodovine na Univerzi v Trstu, kjer je diplomiral z nalogo o političnem delovanju Ivana Marije Čoka L'attività di Ivan Maria Čok: 1911-1945. Leta 1985 se je kot raziskovalec zaposlil na Odseku za zgodovino in etnografijo pri Narodni in študijski knjižnici v Trstu. Kot urednik je sodeloval pri objavi spominov Draga Žerjala Spomini in razlage o protifašističnem boju primorske mladine med vojnama (Založba tržaškega tiska, Trst 1990) in kot sourednik pri Krajevnem leksikonu Slovencev v Italiji (Založba tržaškega tiska, Trst 1991). V novejšem času pa se je posvetil problematiki izseljenstva in raziskuje tako izseljenska gibanja iz zamejstva kot tudi vlogo tržaškega pristanišča v prekomorskem izseljevanju. Njegova trenutna bibliografija obsega 58 zapisov. 

## Izbrana bibliografija
- Evidenca potnikov v tržaški luki (COBISS)
- Prekooceansko izseljevanje skozi Trst 1903-1914 (COBISS)
- Izseljenska pristanišča v desetletjih pred prvo svetovno vojno : primera Trsta in Reke (COBISS)